# Кеттнерова, Мария
Мария Кеттнерова (чеш. Marie Kettnerová, 4 апреля 1911 — 28 февраля 1998) — чехословацкая спортсменка, игрок в настольный теннис, обладательница шести золотых медалей чемпионатов мира.

## Биография
Родилась в 1911 году в Праге (Австро-Венгрия). В 1932—1950 годах приняла участие в 11 чемпионатах мира, завоевав 23 медали. Сломала гегемонию венгерских спортсменок, до этого господствовавших на чемпионатах мира по настольному теннису.